# Van Halen II
Van Halen II es el segundo álbum del grupo estadounidense de hard rock Van Halen, lanzado en 1979.

## Listado de temas
Todos los temas por Michael Anthony, David Lee Roth, Alex Van Halen y Edward Van Halen, excepto donde se especifica
1. "You're No Good" (Clint Ballard, Jr.) - 3:12
2. "Dance the Night Away" - 3:04
3. "Somebody Get Me a Doctor" - 2:51
4. "Bottoms Up!" - 3:04
5. "Outta Love Again" - 2:49
6. "Light up the Sky" - 3:09
7. "Spanish Fly" - 0:58
8. "D.O.A." - 4:11
9. "Women in Love" - 4:05
10. "Beautiful Girls" - 3:55

## Miembros
- Michael Anthony, Bajo, coros
- Alex Van Halen, Batería y percusiones,
- Edward Van Halen, Guitarra, coros
- David Lee Roth, Vocalista

## Producción
- Productor: Ted Templeman
- Ingenieros: Corey Bailey, Jim Fitzpatrick, Donn Landee
- Ingenieros Asistentes: Corey Bailey, Jim Fitzpatrick
- Remasterización: Gregg Geller
- Coordinador de Proyecto: Jo Motta
- Dirección de Arte: Dave Bhang
- Diseño: Dave Bhang
- Arte: Dave Bhang
- Fotografía: Elliot Gilbert, Neil Zlozower

## Posicionamiento
Álbum - Billboard (Norteamérica)
| Año  | Lista      | Posición |
| ---- | ---------- | -------- |
| 1979 | Pop Albums | 6        |

Sencillos - Billboard (North America)
| Año  | Sencillo               | Lista             | Posición |
| ---- | ---------------------- | ----------------- | -------- |
| 1979 | "Beautiful Girls"      | Billboard Hot 100 | 84       |
| 1979 | "Dance The Night Away" | Billboard Hot 100 | 15       |

- Datos: Q385098